# Jirapong Meenapra
Jirapong Meenapra (* 11. Mai 1993 in Surat Thani) ist ein thailändischer Leichtathlet, der sich auf den Sprint spezialisiert hat.

## Sportliche Laufbahn
Erste internationale Erfahrungen sammelte Jirapong Meenapra bei den Juniorenasienmeisterschaften 2010 in Hanoi, bei denen er in 11,05 s den achten Platz im 100-Meter-Lauf belegte. Damit qualifizierte er sich für die Juniorenweltmeisterschaften in Moncton, bei denen er mit 10,70 s im Vorlauf ausschied. Zudem erreichte er mit der thailändischen 4-mal-100-Meter-Staffel in 40,26 s den sechsten Platz. Anschließend wurde er bei den erstmals ausgetragenen Olympischen Jugendspielen in Singapur in 10,71 s Fünfter. Im November gelangte er bei den Asienspielen in Guangzhou bis in das Halbfinale, in dem er mit 10,52 s ausschied. Zudem gewann er in 39,09 s die Bronzemedaille hinter den Teams aus China und Taiwan. Im Jahr darauf schied er bei den Asienmeisterschaften in Kōbe mit 10,70 s im Halbfinale aus und gelangte mit der Staffel in 39,72 s auf Rang fünf. Die Staffel nahm somit an den Weltmeisterschaften in Daegu teil, bei denen sie sich mit 39,54 s aber nicht für das Finale qualifizieren konnte. Bei den Hallenasienmeisterschaften 2012 in Hangzhou schied er im 60-Meter-Lauf mit 6,77 s im Halbfinale aus. Anschließend wurde er bei den Juniorenasienmeisterschaften in Colombo in 10,92 s Siebter und siegte in 40,21 s mit der thailändischen Stafette. Bei den Juniorenweltmeisterschaften in Barcelona gelangte die Staffel mit 39,68 s diesmal nicht bis in das Finale.
2013 schied er bei der Sommer-Universiade in Kasan mit 10,84 s im Viertelfinale aus und wurde mit der Staffel in 39,30 s Vierter. Bei den Südostasienspielen in Naypyidaw siegte er in 10,48 s über 100 Meter sowie in 21,29 s auch über 200 Meter und in 39,75 s auch mit der Staffel. Im Jahr darauf nahm er erneut an den Asienspielen in Incheon teil und schied dort mit 10,51 s im Halbfinale aus, während er mit der Staffel nach 39,08 s auf Rang vier einlief. Bei den Leichtathletik-Asienmeisterschaften 2015 in Wuhan gelangte er mit der Staffel in 39,98 s auf Rang fünf und gewann anschließend bei den Südostasienspielen in Singapur in 21,13 s die Bronzemedaille im 200-Meter-Lauf hinter dem Vietnamesen Lê Trọng Hinh und seinem Landsmann Jaran Sathoengram und siegte mit der Staffel in 38,99 s. Zudem wurde er über 100 Meter in 10,48 s Fünfter. Bei den Studentenweltspielen in Gwangju gelangte er mit der Staffel in 39,86 s auf Rang fünf. 2016 wurde er bei den Hallenasienmeisterschaften in Doha in 6,84 s Sechster über 60 Meter. Im Jahr darauf gewann er mit der Staffel in 39,38 s die Silbermedaille bei den Asienmeisterschaften in Bhubaneswar hinter den Chinesen. Anschließend siegte er mit der Staffel bei den Südostasienspielen in Kuala Lumpur und gewann Silber über 200 Meter hinter Trenten Beram von den Philippinen, während er sich über 100 Meter mit dem vierten Platz begnügen musste. Bei der Sommer-Universiade in Taipeh lief er mit der Staffel nach 39,22 s auf Rang fünf ein.
2019 gelangte er bei den Asienmeisterschaften in Doha bis in das Halbfinale, in dem er mit 10,71 s ausschied und siegte mit der Staffel in 38,99 s. Ende Oktober erreichte er bei den Militärweltspielen in Wuhan mit der Staffel in 39,81 s den vierten Platz und anschließend siegte er bei den Südostasienspielen in 39,27 s mit der Staffel.

## Persönliche Bestleistungen
- 100 Meter: 10,31 s (+0,9 m/s), 9. August 2014 in Andorf
  - 60 Meter (Halle): 6,74 s, 19. Februar 2016 in Doha
- 200 Meter: 21,09 s (+0,8 m/s), 23. Februar 2017 in Nakhon Ratchasima